# Soalara
Soalara is een plaats en commune in het zuiden van Madagaskar, behorend tot het district Toliara II, dat gelegen is in de regio Atsimo-Andrefana. Tijdens een volkstelling in 2001 telde de plaats 9.524 inwoners.
De plaats heeft een lokaal vliegveld en een rivierhaven. De plaats biedt naast lager onderwijs ook middelbaar onderwijs aan. 15% van de bevolking werkt als landbouwer, 20% houdt zich bezig met veeteelt en 60% verdient zijn brood als visser. Het belangrijkste landbouwproduct is maniok; andere belangrijke producten zijn zoete aardappelen en cowpeas. Verder is 5% actief in de dienstensector.